# Abdoul-Gafar Mamah
Abdoul Gafar Mamah (n. 24 august 1985) este un fotbalist togolez care în prezent evoluează la clubul Dacia Chișinău. A câștigat de 4 ori campionatul Moldovei cu Sheriff Tiraspol (2005/06, 2006/07, 2007/08, 2008/09). În componența tiraspolenior a cucerit și Cupa CSI de la Moscova, și a triumfat de două ori în Cupa Moldovei (2007/08, 2008/09). În anul 2010 s-a transferat la Alania Vladikavkaz, unde a devenit primul jucător togolez din campionatul Rusiei. În iarna anului 2011 a ajuns la FC Dacia Chișinău, unde împreună cu jucătorii a câștigat titlul de campioană a Moldovei și a cucerit Supercupa Moldovei. În componența naționalei statului Togo a participa la Cupa Africii pe națiuni în 2002 și 2006. Trebuia să participe și în 2010, dar Togo s-a retras din cauza atacurilor cu urmă înainte de începerea competiției.